# Chennaiyin Football Club 2016
Questa voce raccoglie le informazioni riguardanti il Chennaiyin nelle competizioni ufficiali della stagione 2016.

## Rosa (2016)
| N. |                        | Ruolo | Calciatore         |
| -- | ---------------------- | ----- | ------------------ |
| 1  | India (bandiera)       | P     | Karanjit Singh     |
| 2  | Brasile (bandiera)     | D     | Éder               |
| 3  | India (bandiera)       | C     | Nallappan Mohanraj |
| 4  | Paesi Bassi (bandiera) | C     | Hans Mulder        |
| 5  | Francia (bandiera)     | D     | Bernard Mendy      |
| 6  | Norvegia (bandiera)    | D     | John Arne Riise    |
| 7  | India (bandiera)       | C     | Harmanjot Khabra   |
| 8  | Italia (bandiera)      | C     | Manuele Blasi      |
| 9  | Italia (bandiera)      | A     | Davide Succi       |
| 10 | India (bandiera)       | A     | Jayesh Rane        |
| 11 | India (bandiera)       | C     | Thoi Singh         |
| 12 | India (bandiera)       | A     | Jeje Lalpekhlua    |
| 13 | Brasile (bandiera)     | D     | Eli Sabiá          |
| 15 | India (bandiera)       | D     | Abhishek Das       |

| N. |                     | Ruolo | Calciatore         |
| -- | ------------------- | ----- | ------------------ |
| 16 | India (bandiera)    | A     | Daniel Lalhlimpuia |
| 17 | India (bandiera)    | D     | Dhanpal Ganesh     |
| 18 | India (bandiera)    | C     | Siam Hanghal       |
| 19 | Brasile (bandiera)  | C     | Raphael Augusto    |
| 20 | Italia (bandiera)   | A     | Maurizio Peluso    |
| 21 | India (bandiera)    | A     | Uttam Rai          |
| 22 | India (bandiera)    | C     | Zakeer Mundampara  |
| 25 | India (bandiera)    | D     | Dhanachandra Singh |
| 26 | India (bandiera)    | C     | Mehrajuddin Wadoo  |
| 27 | Giamaica (bandiera) | P     | Duwayne Kerr       |
| 28 | India (bandiera)    | P     | Pawan Kumar        |
| 33 | India (bandiera)    | A     | Baljit Sahni       |
| 43 | India (bandiera)    | D     | Jerry Lalrinzuala  |
| 99 | Nigeria (bandiera)  | A     | Dudu Omagbemi      |

## Calciomercato
| Acquisti | Acquisti           | Acquisti            | Acquisti      |
| R.       | Nome               | da                  | Modalità      |
| -------- | ------------------ | ------------------- | ------------- |
| P        | Karanjit Singh     | Salgaocar           | prestito      |
| P        | Duwayne Kerr       | Stjarnan            | definitivo    |
| P        | Pawan Kumar        | Bengaluru           | prestito      |
| D        | Dhanpal Ganesh     |                     |               |
| D        | Éder               | Salgaocar           | definitivo    |
| D        | Dhanachandra Singh | Mohun Bagan         | prestito      |
| D        | Bernard Mendy      | East Bengal         | definitivo    |
| D        | Eli Sabiá          | Água Santa          | definitivo    |
| D        | John Arne Riise    | Aalesund            | svincolato    |
| C        | Mehrajuddin Wadoo  | Goa                 | fine prestito |
| C        | Zakeer Mundampara  |                     |               |
| C        | Manuele Blasi      | Ischia Isolaverde   | definitivo    |
| C        | Siam Hanghal       | Bengaluru           | prestito      |
| C        | Harmanjot Khabra   | East Bengal         | definitivo    |
| C        | Hans Mulder        | Cacereño            | definitivo    |
| C        | Nallappan Mohanraj | Atlético de Kolkata | definitivo    |
| C        | Raphael Augusto    | Fluminense          | prestito      |
| C        | Thoi Singh         | Bengaluru           | fine prestito |
| A        | Jeje Lalpekhlua    | Mohun Bagan         | prestito      |
| A        | Jayesh Rane        | Mumbai              | prestito      |
| A        | Maurizio Peluso    | AltoVicentino       | definitivo    |
| A        | Baljit Sahni       | DSK Shivajians      | prestito      |
| A        | Uttam Rai          | Dempo               | prestito      |
| A        | Daniel Lalhlimpuia | Bengaluru           | prestito      |
| A        | Davide Succi       | svincolato          | definitivo    |
| A        | Dudu Omagbemi      | Haka                | definitivo    |

| Cessioni | Cessioni | Cessioni | Cessioni |
| R.       | Nome     | a        | Modalità |
| -------- | -------- | -------- | -------- |

## Risultati

### Indian Super League
| Arbitro: | Guerrero F. |

|                                         |           |                                 |
| Sameehg Doutie 59’ Iain Hume 86’ (Rig.) | Marcatori | 67’ Jayesh Rane 70’ Hans Mulder |

| Arbitro: | Hasan Ebrahim A. |

|                   |           |                                                       |
| Dudu Omagbemi 32’ | Marcatori | 26’ (Rig.) Marcelinho 34’ Marcelinho 84’ Badara Badji |

| Arbitro: | Thakur O. P. |

|                                       |           |  |
| Hans Mulder 15’ Mehrajuddin Wadoo 26’ | Marcatori |  |

| Arbitro: | Bora U. |

|  |           |                  |
|  | Marcatori | 49’ Davide Succi |

| Arbitro: | Nagvenkar T. |

|                  |           |                     |
| Aníbal Zurdo 82’ | Marcatori | 28’ Jeje Lalpekhlua |

| Chennai 29 ottobre 2016, ore 19:00 UTC+5:30 6ª giornata | Chennaiyin  | 0 – 0 referto | Kerala Blasters | Marina Arena (23.163 spett.)\| Arbitro: \| Banerjee P. \| |
| Arbitro:                                                | Banerjee P. |               |                 |                                                           |

| Arbitro: | Ricci S. |

|                     |           |               |
| Jeje Lalpekhlua 51’ | Marcatori | 88’ Léo Costa |

| Arbitro: | Arumughan R. |

|                                                           |           |                   |
| Richard Gadze 16’ Florent Malouda 25’, 85’ Kean Lewis 54’ | Marcatori | 37’ Bernard Mendy |

| Arbitro: | Gamini R. |

|                                              |           |                   |
| Didier Boris Kadio 67’ C.K. Vineeth 85’, 89’ | Marcatori | 22’ Bernard Mendy |

| Arbitro: | Waldron N. |

|                                      |           |  |
| Jeje Lalpekhlua 44’ Davide Succi 51’ | Marcatori |  |

| Arbitro: | Meetei A. |

|                  |           |                    |
| Davide Succi 77’ | Marcatori | 39’ Hélder Postiga |

| Mumbai 23 novembre 2016, ore 19:00 UTC+5:30 12ª giornata                     | Mumbai City | 2 – 0 referto | Chennaiyin | DY Patil Stadium (7.645 spett.) |
| \| \| \| \| \| Matías Defederico 32’ Krisztián Vadócz 60’ \| Marcatori \| \| |             |               |            |                                 |
|                                                                              |             |               |            |                                 |
| Matías Defederico 32’ Krisztián Vadócz 60’                                   | Marcatori   |               |            |                                 |

| Chennai 26 novembre 2016, ore 19:00 UTC+5:30 13ª giornata                                                               | Chennaiyin | 3 – 3 referto                              | NorthEast Utd | Marina Arena (25.235 spett.) |
| \| \| \| \| \| Dudu Omagbemi 34’, 45+1’ Dudu Omagbemi 81’ \| Marcatori \| 38’, 51’ Nicolás Vélez 90+7’ Shouvik Ghosh \| |            |                                            |               |                              |
| |            |                                            |               |                              |
| Dudu Omagbemi 34’, 45+1’ Dudu Omagbemi 81’                                                                              | Marcatori  | 38’, 51’ Nicolás Vélez 90+7’ Shouvik Ghosh |               |                              |

| Goa 1 dicembre 2016, ore 19:00 UTC+5:30 14ª giornata | FC Goa    | 5 – 4 referto                                                                                | Chennaiyin | Fatorda Stadium (14.717 spett.) |
| \| \| \| \| \| Rafael Coelho 6’, 76’ Jofre 21’ (Rig.) Sahil Tavora 68’, 90+5’ \| Marcatori \| 4’ Jerry Lalrinzuala 14’ (A.g.) Grégory Arnolin 28’ Dudu Omagbemi 88’ (Rig.) John Arne Riise \| |           |                                                                                              |            |                                 |
| |           |                                                                                              |            |                                 |
| Rafael Coelho 6’, 76’ Jofre 21’ (Rig.) Sahil Tavora 68’, 90+5’ | Marcatori | 4’ Jerry Lalrinzuala 14’ (A.g.) Grégory Arnolin 28’ Dudu Omagbemi 88’ (Rig.) John Arne Riise |            |                                 |

### Andamento in campionato
| Giornata  | 1 | 2 | 3 | 4 | 5 | 6 | 7 | 8 | 9 | 10 | 11 | 12 | 13 | 14 |
| --------- | - | - | - | - | - | - | - | - | - | -- | -- | -- | -- | -- |
| Luogo     | T | C | C | T | T | C | C | T | T | C  | C  | T  | C  | T  |
| Risultato | N | P | V | V | P | N | N | P | P | V  | N  | P  | N  | P  |
| Posizione | 5 | 6 | 5 | 2 | 3 | 3 | 4 | 5 | 7 | 5  | 7  | 7  | 7  | 7  |

Legenda:

Luogo: C = Casa; T = Trasferta. Risultato: V = Vittoria; N = Pareggio; P = Sconfitta.